# Ibrahima Konaté
Ibrahima Konaté (París, 25 de mayo de 1999) es un futbolista francés que juega como defensa en el Liverpool F. C. de la Premier League de Inglaterra.

## Selección nacional
Es internacional absoluto con la selección de fútbol de Francia. El 10 de junio de 2022 debutó en un encuentro de la Liga de Naciones de la UEFA ante Austria que finalizó en empate a uno.

### Participaciones en Copas del Mundo
| Mundial      | Sede  | Resultado  | Partidos | Goles |
| ------------ | ----- | ---------- | -------- | ----- |
| Mundial 2022 | Catar | Subcampeón | 5        | 0     |

### Participaciones en Eurocopas
| Copa          | Sede     | Resultado   | Partidos | Goles |
| ------------- | -------- | ----------- | -------- | ----- |
| Eurocopa 2024 | Alemania | Semifinales | 0        | 0     |

## Estadísticas

### Clubes
Actualizado al último partido disputado el 10 de agosto de 2025.
| Club                                 | Div.          | Temporada     | Liga  | Liga  | Copas nacionales | Copas nacionales | Copas internacionales | Copas internacionales | Total | Total |
| Club                                 | Div.          | Temporada     | Part. | Goles | Part.            | Goles            | Part.                 | Goles                 | Part. | Goles |
| ------------------------------------ | ------------- | ------------- | ----- | ----- | ---------------- | ---------------- | --------------------- | --------------------- | ----- | ----- |
| F. C. Sochaux-Montbéliard II Francia | 5.ª           | 2016-17       | 9     | 1     | ―                | ―                | ―                     | ―                     | 9     | 1     |
| F. C. Sochaux-Montbéliard II Francia | Total club    | Total club    | 9     | 1     | 0                | 0                | 0                     | 0                     | 9     | 1     |
| F. C. Sochaux-Montbéliard Francia    | 2.ª           | 2016-17       | 12    | 1     | 1                | 0                | ―                     | ―                     | 13    | 1     |
| F. C. Sochaux-Montbéliard Francia    | Total club    | Total club    | 12    | 1     | 1                | 0                | 0                     | 0                     | 13    | 1     |
| R. B. Leipzig · Alemania             | 1.ª           | 2017-18       | 16    | 0     | 0                | 0                | 4                     | 0                     | 20    | 0     |
| R. B. Leipzig · Alemania             | 1.ª           | 2018-19       | 28    | 1     | 6                | 0                | 9                     | 2                     | 43    | 3     |
| R. B. Leipzig · Alemania             | 1.ª           | 2019-20       | 8     | 0     | 1                | 0                | 2                     | 0                     | 11    | 0     |
| R. B. Leipzig · Alemania             | 1.ª           | 2020-21       | 14    | 1     | 1                | 0                | 6                     | 0                     | 21    | 1     |
| R. B. Leipzig · Alemania             | Total club    | Total club    | 66    | 2     | 8                | 0                | 21                    | 2                     | 95    | 4     |
| Liverpool F. C. Inglaterra           | 1.ª           | 2021-22       | 11    | 0     | 10               | 1                | 8                     | 2                     | 29    | 3     |
| Liverpool F. C. Inglaterra           | 1.ª           | 2022-23       | 18    | 0     | 3                | 0                | 3                     | 0                     | 24    | 0     |
| Liverpool F. C. Inglaterra           | 1.ª           | 2023-24       | 22    | 0     | 8                | 0                | 7                     | 0                     | 37    | 0     |
| Liverpool F. C. Inglaterra           | 1.ª           | 2024-25       | 31    | 1     | 4                | 0                | 7                     | 1                     | 42    | 2     |
| Liverpool F. C. Inglaterra           | 1.ª           | 2025-26       | 0     | 0     | 1                | 0                | 0                     | 0                     | 1     | 0     |
| Liverpool F. C. Inglaterra           | Total club    | Total club    | 82    | 1     | 26               | 1                | 25                    | 3                     | 133   | 5     |
| Total carrera                        | Total carrera | Total carrera | 169   | 5     | 35               | 1                | 46                    | 5                     | 250   | 11    |

## Palmarés

### Campeonatos nacionales
| Título           | Club            | País       | Año  |
| ---------------- | --------------- | ---------- | ---- |
| Copa de la Liga  | Liverpool F. C. | Inglaterra | 2022 |
| FA Cup           | Liverpool F. C. | Inglaterra | 2022 |
| Community Shield | Liverpool F. C. | Inglaterra | 2022 |
| Copa de la Liga  | Liverpool F. C. | Inglaterra | 2024 |
| Premier League   | Liverpool F. C. | Inglaterra | 2025 |